# 乙醛肟
乙醛肟是一种有机化合物，化学式 C2H5NO。它是最简单的肟之一，在化学合成中有广泛用途。

## 性质
乙醛肟是无色液体或白色固体。乙醛肟有两种结构。α相在 44 °C - 47 °C下熔化，而 β相的熔点为 12 °C。乙醛肟液体具有刺激性气味，并且高度易燃。由于羟基上的酸性质子和碱性的氮原子，该化合物既可以作为酸也可以作为碱。乙醛肟以Z 和E 立体异构体的混合物存在。其中的E立体异构体可以通过蒸馏的E/Z混合物的缓慢结晶分离。

## 制备
乙醛肟可以由纯乙醛和羟胺在碱存在下加热而成。
在制备过程中用CaO作为碱的产率也是定量的。

## 反应

### 烷基化
乙醛肟和两当量的正丁基锂在-78 °C 下反应会产生双阴离子，后者和溴化苄或1-碘丙烷反应，形成高产率的 α-烷基化的(Z)-肟。使用类似方法继续烷基化成α,α-二烷基化肟也可实现。乙醛肟必须在 -78 °C 下才能进行去质子化和烷基化，否则不会分离出 α-烷基化肟，而是产生主要副产物腈。

### 重排成乙酰胺
乙醛肟在二甲苯和 0.2 mol % 的乙酸镍或硅胶催化加热下会重排成乙酰胺。

### 制备杂环化合物
使用N-氯代丁二酰亚胺或氯气在氯仿氯化乙醛肟会产生乙酰异羟肟酰氯，它被三乙胺脱氯化氢生成乙腈N-氧化物。后者会和烯烃进行1,3-偶极环加成反应，产生2-异恶唑啉。该反应也适用于构建更复杂的分子，例如将6-亚乙基橄榄酸的衍生物转化为相应的螺环异恶唑啉。

## 用处
醛肟，如乙醛肟在化学合成过程中用作化学反应的中间体，如药物中间体。